# ЗИС-5 (автомобиль)
ЗИС-5 («трёхтонка») — советский среднетоннажный грузовой автомобиль грузоподъёмностью 3 т; второй по массовости (после ГАЗ-АА) грузовик 1930-х—1940-х годов, один из основных транспортных автомобилей Красной армии во время Великой Отечественной войны.
Выпускался с 1933 по 1948 год на Автомобильном заводе имени И. В. Сталина. Во время войны и после неё упрощённую военную модификацию ЗИС-5В (обозначение условное) выпускали заводы ЗИС (1942—1946), УльЗИС (1942—1944) и УралЗИС (1944—1955). В 1934—1948 годах только на московском ЗИСе было выпущено 571 199 автомобилей ЗИС-5 с модификациями, плюс в 1947—1948 годах 13 896 единиц переходной к ЗИС-150 модели ЗИС-50.
С 1956 по 1958 год Уральский автозавод выпускал немного доработанную версию УралЗИС-355, а с 1958 по 1965 год — глубоко модернизированный грузовик УралЗИС-355М.

## История создания
ЗИС-5 стал дальнейшим развитием 2,5-тонного грузовика АМО-3 (1931—1933 гг.) — локализованного варианта модели АМО-2 (1930—1931), фактически представлявшей собой собранный на АМО из американских машинокомплектов грузовик Autocar Dispatch SA, в свою очередь скомпонованный из агрегатов различных известных американских производителей для продажи на рынках Южной Америки. В отличие от АМО-2, все детали АМО-3 и ЗИС-5 были советского производства.
Первая партия из 10 грузовиков ЗИС-5 была собрана в июне 1933 года. C 1934 было развернуто массовое производство грузовика, ежедневный выпуск составлял 65 автомобилей. На ЗИСе было выпущено 352 311 автомобилей ЗИС-5. На базе ЗИС-5 было разработано 25 модификаций, из которых 19 были поставлены на производство. С учётом моделей АМО-2, АМО-3, ЗИС-50, УралЗИС-5М и УралЗИС-355, предшествовавших и последовавших за ЗИС-5 и ЗИС-5В, производство этого грузовика продолжалось с 1930 по 1958, а с учётом глубоко модернизированной модели УралЗИС-355М (с кабиной и оперением в стиле ГАЗ-51) — до 1965 года.

## Особенности конструкции
Нижнеклапанный двигатель WXB фирмы Hercules, производившийся для АМО-3, был дефорсирован, но за счёт одновременного увеличения рабочего объёма с 4880 до 5550 см³ путём расточки цилиндров до 101,6 мм (почти до четырёх дюймов Hercules WXC) мощность выросла с 66 л. с. при 2400 об./мин. до 73 л. с. при 2300 об./мин.; изменены радиатор, карбюратор и воздушный фильтр, а также коробка передач и конструкция карданного вала; усилены рама и мост, увеличен дорожный просвет под картером заднего моста; гидравлический привод тормозов передних колёс заменен на механический (привод задних механический, как и на АМО-3). Передний бампер устанавливался только на экспортных модификациях и автобусных шасси. В отличие от АМО-3, у ЗИС-5 кабина была без брезентовой боковины.

## Экспорт
В 1934 партия из 100 шт. ЗИС-5 была продана в Турцию. По версии журнала «За рулём», ЗИС-5 стал первым экспортированным автомобилем советского производства, однако до этого, в 1931—1932 годах, небольшая партия автомобилей Я-5 была поставлена в Монголию. Экспортный ЗИС-5 отличался от серийной модели никелированным радиатором и наличием бампера из двух стальных никелированных полос. В дальнейшем на экспорт поставлялся также ЗИС-14 с удлинённой колёсной базой и теми же особенностями комплектации, что и ЗИС-5, а также автобус ЗИС-8. В 1930-е годы грузовики и автобусы ЗИС экспортировались в Афганистан, Ирак, Иран, Испанию, Китай, Латвию, Литву, Монголию, Румынию, Турцию и Эстонию. Достаточно большой парк автомобилей ЗИС образовался в Финляндии после Советско-финской войны и на оккупированных Германией территориях СССР в 1941—1944 годах.
В послевоенные годы производство этого грузовика было передано на Уральский автозавод в городе Миасс, где выпускался до 1955 года УралЗИС-5, с 1956 по 1958 годы немного доработанный УралЗИС-355, с 1958 по 1965 годы глубоко модернизированный УралЗИС-355М.

## Серийные и опытные модификации

### ЗИС-5В
В начале 1943 года на автомобиле ЗИС-5 была применена облегчённая на 124 кг кабина из фанеры и дерева («вагонки»). Доски обшивки крепились гвоздями. Крыша кабины изготавливалась из деревянных реек, поверх которых натягивался дерматин. Крылья были сделаны методом простой гибки из обычного листового проката вместо штампованных с глубокой вытяжкой на довоенной модели, тормоза оставлены только на задних колёсах, бортовая платформа с одним задним откидным бортом и единственная фара (левая). Обод рулевого колеса изготовлялся из дерева. Ряд штампованных деталей заменялся более дешёвыми литыми из чугуна. Ближе к концу войны комплектация была частично восстановлена — появилась вторая фара и откидные боковые борта. В 1946—1948 гг. выпускалась переходная (к ЗИС-150) модель ЗИС-50, оснащавшаяся двигателем ЗИС-120 (форсированным до 80 л. с.) с эксплуатационным расходом топлива 30 л/100 км, против 34 л/100 км у ЗИС-5.
- ЗИС-50 — переходная модель к ЗИС-150

- ЗИС-5В — упрощённая модификация военного времени, выпускалась на ЗИСе в 1942—1946 (126 215 ед. из них 66,9 тыс. в годы войны), УльЗИСе в 1942—1944 (10,4 тыс.) и УралЗИСе в 1944—1947 (8,5 тыс. в годы войны). За время Великой Отечественной войны было выпущено 84 100 шт. автомобилей;
- ЗИС-5У — модификация с возможностью установки зенитного пулемёта (специальная турель в кузове и отверстие в тенте)
- ЗИС-5УС — модификация с приспособлениями для подвески носилок

- ЗИС-6 — шестиколёсный (6 × 4) грузовик повышенной проходимости грузоподъёмностью 4 т с двухскатной ошиновкой задних мостов, серийно выпускался в 1934—1941. Произведено 21 239 ед. Летом-осенью 1941 на шасси ЗИС-6 устанавливались первые установки реактивного залпового огня (гвардейские миномёты) БМ-13 и БМ-8 «Катюша». На удлинённом шасси ЗИС-6 в 1935 были собраны экспериментальные 28-местные автобусы ЗИС-6 «Люкс», на укороченном шасси ЗИС-6К (в усиленном серийном варианте обозначалось как ЗИС-34) в 1939 был создан тяжелый бронеавтомобиль БА-11, выпущенный в 1940—1941 в количестве 16 ед. по числу произведённых шасси ЗИС-34;
- ЗИС-8 — городской автобус на удлинённом шасси ЗИС-11, серийно выпускался на ЗИСе в 1934—1936, произведено 547 ед. Позже по чертежам ЗИСа производился рядом предприятий в нескольких городах СССР, например, московский завод «Аремкуз» выпускал автобусы по типу ЗИС-8 до 1940. Кузов с деревянным каркасом и металлической обшивкой. Общая пассажировместимость 29 чел., включая 22 сидячих места;
- ЗИС-10 — седельный тягач (4 × 2), выпускался малой серией в 1938—1941. Выпущено 766 тягачей, включая 4 опытных образца в 1935 году. Колёсная база тягача соответствовала обычному ЗИС-5. Грузоподъёмность 3,5 т. Контрольный расход топлива 41 л/100 км;
- ЗИС-11 — удлинённое шасси (4 × 2) для пожарных автомобилей, в частности ПМЗ-1. В 1934—1936 гг. произведено 3047 ед. Колёсная база 4420 мм, грузоподъёмность 3,5 т;
- ЗИС-12 — удлинённое шасси (4 × 2) специального назначения, комплектовалось низкобортовой платформой на которой монтировались различные установки военного назначения (зенитные орудия, прожекторы З-15-14[4], звукоулавливающие установки). Колёсная база 4420 мм, грузоподъёмность 3,5 т. Произведено 4223 ед.;
- ЗИС-13 — газогенераторная модификация на удлинённом шасси ЗИС-14, работавшая на древесных чурках. Колёсная база 4420 мм, мощность 45 л. с., грузоподъёмность 2,5 т. В 1936—1939 гг. произведено 2592 машины.
- ЗИС-14 — удлинённое шасси (4 × 2) специального назначения. В 1934 году партия ЗИС-14 была оснащена бортовыми платформами, усиленными рессорами и рамой, никелированными бамперами и бампером и поступила на экспорт. Произведена 821 машина;
- ЗИС-15 — модернизированный грузовик для замены ЗИС-5. Отличался новой обтекаемой трехместной цельнометаллической кабиной и оперением, усиленной и удлинённой рамой, усовершенствованным двигателем (82 л. с.) и увеличенным бензобаком на 100 л[5]. Должен был производиться со второй пятилетки [1938-1942], но из-за войны в серию не пошел. Опытные образцы собирались в 1937 (3,5-тонный), 1938 (5-тонный) и 1940 гг. В 1944 создан грузовик ЗИС-15К, послуживший прототипом для 4-тонного ЗИС-150. На базе ЗИС-15 намечалась целая серия автомобилей: самосвал, вагонный автобус ЗИС-17, трехосный грузовик ЗИС-23, полноприводный грузовик ЗИС-24, седельный тягач ЗИС-26, газогенераторные модификации ЗИС-25 и ЗИС-28. Серийно производился только капотный автобус ЗИС-16.
- ЗИС-16 — городской 8,5-метровый автобус капотной компоновки на удлинённом шасси ЗИС-5 с колёсной базой 4970 мм. Кузов с деревянным каркасом и металлической обшивкой имел обтекаемую форму, более современного дизайна с оригинальным оперением капота (предшественник ЗИС-8 сохранял оперение капота ЗИС-5 и имел угловатую форму кузова). Общая пассажировместимость 34 человека, включая 26 сидячих мест. Серийно выпускался на ЗИСе в 1938—1941, произведено 3250 единиц. После войны часть кузовов выработавших ресурс по шасси ЗИС-16 была использована столичным заводом «Аремкуз» для установки на шасси ЗИС-150 — автобус АКЗ-1;
- ЗИС-16C — санитарный автобус капотной компоновки с использованием задней части кузова ЗИС-16 и кабины ЗИС-5. Вместимость 10 человек на носилках и 10 сидячих мест. По неподтверждённым данным отдельными партиями производился на ЗИСе в 1939—1941;
- ЗИС-18 — газогенераторная модификация с газогенератором, аналогичным ЗИС-13, но на шасси ЗИС-5 (с обычной базой).
- ЗИС-19 (СМ-1) — строительный самосвал на шасси ЗИС-5, выпускался малыми партиями в 1939—1946 в том числе московским предприятием АТУЛ. В 1947—1949 выпускался на ММЗ как ЗИС-ММЗ-05;
- ЗИС-20 — строительный самосвал с трёхсторонней разгрузкой (назад, влево или враво) на шасси ЗИС-5. Серийно не выпускался.
- ЗИС-21 — газогенераторная модификация на шасси ЗИС-5, с газогенератором НАТИ-Г-14, работавшем на древесных чурках, выпускалась в 1939—1941 гг., а в модернизированном варианте (УралЗИС-21А) выпускалась Уральским автомобильным заводом в период 1946—1952 гг. Колёсная база 3810 мм, мощность 45 л. с., грузоподъёмность 2,4 т. Изготовлено 15 445 ед.;
- ЗИС-22 — полугусеничный грузовик (артиллерийский тягач) грузоподъемностью 2,5 т на дорогах и 1,75 т на бездорожье. Опытные образцы в 1938—1939, серийно выпускался в 1940—1941. Произведено 200 машин;
- ЗИС-22М — опытные образцы модернизированного полугусеничного грузовика, изготовленные в 1941 году. На испытания были предъявлены под новым обозначением ЗИС-42;
- ЗИС-30 — газобаллонная модификация на шасси ЗИС-5, работавшая на метане, коксовом и синтез-газе, а также бензине. Газ размещался под платформой в 8 стальных баллонах объёмом 10 м³ каждый[6] общим весом 550 кг. Грузоподъёмность 2,5 т, мощность 73 л. с. В 1940—1941 выпущена партия из 43 машин;
- ЗИС-31 — газогенераторная модификация на шасси ЗИС-5, с газогенератором НАТИ-Г-23, работавшем на древесном угле.
- ЗИС-32 — полноприводный грузовик (4 × 4). Передний ведущий мост одноступенчатый с конической парой и шарнирами «Рцеппа». В 1941 выпущена партия из 197 ед.
- ЗИС-33 — автомобиль на базе ЗИС-5 со съёмными комплектами полугусеничных движителей (после их снятия превращался в обычный колёсный (4 × 2) грузовик). В начале 1940 по инициативе Н. С. Хрущева выпущена партия из 4539 машин. Грузовики с такими движителями приняли участие в Советско-финской войне и в Битве под Москвой. Автомобиль был снят с производства из-за низкой надёжности и недостаточной проходимости.
- ЗИС-34 — усиленный вариант короткобазного трёхосного (6 × 4) шасси ЗИС-6К. Была выпущена малая серия из 16 шасси ЗИС-34 для производившихся в 1940—1941 гг. бронеавтомобилей БА-11.
- ЗИС-35 — модернизации полугусеничного грузовика ЗИС-33, разработанный с целью устранения недостатков последнего. Была изменена конструкция съёмных полугусеничных движителей, привод гусениц и так далее, серийно не производился.
- ЗИС-36 — экспериментальный полноприводный шестиколёсный (6 × 6) грузовик 1941, серийно не производился.
- ЗИС-41 — газогенераторная модификация упрощённой конструкции, выпускалась в 1940—1941 на шасси ЗИС-5 и 1942—1944 на шасси ЗИС-5В (10 единиц). Не следует путать с одноимённой САУ ЗИС-41, спроектированной в КБ артиллерийского завода № 92 в г. Горький, который также носил имя Сталина.
- ЗИС-42, ЗИС-42М — полугусеничный грузовик (артиллерийский тягач) грузоподъёмностью 2,25 т на дорогах и 1,75 т на бездорожье. Отличался от ЗИС-22 конструкцией гусеничного движителя. Опытные партии ЗИС-42 в 1942. В 1942—1944 серийно производился модернизированный ЗИС-42М. Выпущено 6372 машины;
- ЗИС-44 — санитарный автобус на шасси ЗИС-5В с отдельным деревянным кузовом на 18 мест. Произведено 517 единиц;
- ЗИС-50 — модификация ЗИС-5В с двигателем ЗИС-120 (90 л. с.). Производилась как переходная модель в 1947—1948 — до запуска серийного производства ЗИС-150. Выпущено 13 896 ед.;
- АТ-8 — экспериментальный артиллерийский тягач с силовой установкой из моторов ЗИС-16 (суммарная мощность 150 л. с.) и гусеничным движителем от танка Т-70. В 1942—1944 изготовлено 10 ед., включая АТ-14.
- АТ-14 — экспериментальный 1944 артиллерийский тягач со сдвоенной силовой установкой из моторов ЗИС-5МФ (суммарная мощность 190 л. с.) и гусеничным движителем от танка Т-70.
- ЛЭТ — экспериментальный электромобиль на базе ЗИС-5. Грузоподъёмность 1800 кг, масса аккумуляторов 1400 кг, запас хода 60 км. Применялся как мусоровоз. Построен в единственном экземпляре в 1935.
- ЗИС-ЛТА — полугусеничный лесовозный автомобиль повышенной проходимости, созданный в 1949 году с использованием узлов и агрегатов трелёвочного трактора КТ-12. Выпускался также на базе ЗИС-21 и ЗИС-150.